# بيرسي وليامز
بيرسي وليامز (بالإنجليزية: Percy Williams)‏ (و. 1908 – 1982 م) هو سمسار تأمين، وعداء سريع كندي، ولد في فانكوفر، شارك في الألعاب الأولمبية الصيفية 1932، والألعاب الأولمبية الصيفية 1928، توفي في فانكوفر، عن عمر يناهز 74 عاماً، بسبب إصابة بعيار ناري.
.

## جوائز
حصل على جوائز منها:
- ضابط وسام كندا.

## روابط خارجية
- بيرسي وليامز على موقع اللجنة الأولمبية الدولية (الإنجليزية)
- بيرسي وليامز على موقع أوليمبيديا (الإنجليزية)
- بيرسي وليامز على موقع قاعة كندا للمشاهير الرياضية (الإنجليزية)